# 金融、保險、地產及商業服務界功能組別
金融、保險、地產及商業服務界功能組別（英語：Financing, Insurance, Real Estate and Business Services functional constituency），是香港立法局功能組別之一，屬於當時的新九組之一，選民包括所有報稱從事金融業、保險業、地產業及提供商業服務的選民。這個組別共有171,534名選民。
金融、保險、地產及商業服務界功能組別在1997年香港主權移交後廢除。
主權移交後，金融、保險、地產及商業服務界被相似的保險界功能界別取代。保險界選民僅限於保險公司，個人為單位的選民並不適用於該界別。

## 歷任議員
| 屆別 | 議員   | 政治聯繫 |
| 1    | 鄭家富 | 民主黨   |

## 選舉結果
| 1995年香港立法局選舉：金融、保險、地產及商業服務界功能組別 |        |          |        |        |
| 政黨                                                       | 政黨   | 候選名單 | 票數   | 百份比 |
|                                                            | 民主黨 | 鄭家富   | 25,658 | 37.3   |
|                                                            | 民建聯 | 馮志堅   | 18,674 | 27.1   |
|                                                            | 獨立   | 陳毓祥   | 10,514 | 15.3   |
|                                                            | 自由黨 | 陳炎光   | 5,771  | 8.4    |
|                                                            | 自民聯 | 吳錦津   | 2,348  | 3.6    |